# XDR: X-Dazedly-Ray
XDR: X-Dazedly-Ray est un jeu vidéo de type shoot them up sorti en 1990 sur Mega Drive. Il a été développé et édité par UNIPACC. Le jeu est sorti uniquement au Japon.